# Not of This Earth (album, Joe Satriani)
Not of This Earth je debutové studiové album amerického rockového kytaristy Joe Satrianiho, vydané v roce 1986 u Relativity Records. Jedná se o jeho první studiové album, předtím vydal jen The Joe Satriani EP, což bylo EP.

## Seznam skladeb
Všechny skladby napsal Joe Satriani.
1. „Not of This Earth“ – 4:04
2. „The Snake“ – 4:43
3. „Rubina“ – 5:56
4. „Memories“ – 4:06
5. „Brother John“ – 2:10
6. „The Enigmatic“ – 3:26
7. „Driving at Night“ – 3:33
8. „Hordes of Locusts“ – 4:59
9. „New Day“ – 3:52
10. „The Headless Horseman“ – 1:53

## Sestava
- Joe Satriani – elektrická kytara, klávesy, perkuse, baskytara, producent
- John Cuniberti – zpěv, perkuse, inženýr, producent
- Jeff Campitelli – bicí, perkuse, DX, píšťalka
- Bernie Grundman – mastering